# Destilación reactiva
La destilación reactiva es un proceso donde el reactor químico es también el alambique. La separación del producto de la mezcla de reacción no necesita una etapa de destilación separada, lo que ahorra energía (para el calentamiento) y materiales. Esta técnica puede ser útil para reacciones de equilibrio limitado, como las reacciones de esterificación e hidrólisis de ésteres. La conversión puede incrementarse más allá de lo que se espera por el equilibrio debido a la eliminación continua de los productos de reacción de la zona reactiva.  Este enfoque también puede reducir los costos de capital e inversión. Típicamente, el equipo de destilación reactiva comprende una columna reactiva, con la entrada de alimentación, con columnas de extracción y enriquecimiento directamente conectadas con las salidas. 
Las condiciones en la columna reactiva son subóptimas tanto como reactor químico como columna de destilación , ya que la columna reactiva las combina.  La introducción de un proceso de separación in situ en la zona de reacción o viceversa conduce a complejas interacciones entre el equilibrio vapor-líquido , las tasas de transferencia de masa, la difusión y la cinética química, lo que plantea un gran desafío para el diseño y la síntesis de estos sistemas.  Los reactores laterales, donde una columna separada alimenta un reactor y viceversa, son mejores para algunas reacciones, si las condiciones óptimas de destilación y reacción difieren demasiado. 

## Procesos aplicables
La destilación reactiva se puede usar con una amplia variedad de productos químicos, incluidos los siguientes: 
- Acetilación
- Condensación aldólica
- Alquilación
- Aminación
- Deshidración
- Esterificacion
- Eterificación
- Hidrólisis
- Isomerización
- Oligomerización
- Transesterificación

### Ejemplos
La esterificación del ácido acético con alcoholes que incluyen metanol, n-butanol, etanol, isobutanol y alcohol amílico . 
Otro rasgo interesante de este sistema es que está asociado con la formación de un azeótropo ternario de éster, alcohol y agua de mínimo ebullición, que es de naturaleza heterogénea. Por lo tanto, en una columna de destilación reactiva típica que consta de zonas reactivas y no reactivas, el azeótropo heterogéneo o una composición cercana al azeótropo se puede obtener como producto destilado. Además, la fase acuosa que se forma después de la condensación del vapor es agua casi pura. 
Dependiendo del requisito, cualquiera de las fases puede retirarse como producto y la otra fase puede reciclarse como reflujo. El éster puro, es decir, acetato de butilo, que es el componente menos volátil en el sistema, se realiza como un producto de fondo. 